# 竹鼠亚科
竹鼠亚科（学名：Rhizomyinae）是啮齿目鼹形鼠科的一个亚科。

## 分类地位
本亚科之前一般作为独立的竹鼠科（Rhizomyidae），也有学者将其归入鼠科（Muridae）中的一个亚科。分子系统学研究支持本亚科属于鼹形鼠科。

## 形态特征
竹鼠体型与鼹相似，身体粗壮，呈圆筒形；眼小，耳圆短且隐于毛下；吻较大；尾短，不及2倍后足长，无毛或短而稀疏；四肢皆短，趾强爪尖，但前足较细小，爪短而略扁。全身毛柔软细密。

## 分类
竹鼠亚科目前一般分为3属：
- 小竹鼠属（Cannomys）
- 竹鼠属（Rhizomys）
- 速掘鼠屬\东非鼹鼠属（Tachyoryctes）